# Муктсар (округ)
Муктсар (в.-пандж. ਮੁਕਤਸਰ ਜ਼ਿਲਾ; англ. Muktsar) — округ в индийском штате Пенджаб. Административный центр — город Муктсар. Площадь округа — 2615 км². По данным всеиндийской переписи 2001 года население округа составляло 777 493 человека. Уровень грамотности взрослого населения составлял 58,2 %, что немного ниже среднеиндийского уровня (59,5 %). Доля городского населения составляла 25,5 %.